# Comunità degli Italiani di Zagabria
Comunità degli Italiani di Zagabria o  Unione Italiana - Comunità degli Italiani di Zagabria (croato: Talijanska Unija - Zajednica Talijana u Zagrebu) è un'associazione degli italiani residenti a Zagabria e che svolge le proprie attività nella zona della Città di Zagabria. È membro dell'Unione italiana di Croazia e Slovenia, e collabora con altre comunità e altre istituzioni italiane in Croazia. È stata fondata nel 2007.

## La storia della comunità
Gli italiani a Zagabria provengono dall’Istria, dal Quarnero, dalla Dalmazia, dalla Slavonia occidentale e dall'Italia, che per motivi familiari o di lavoro sono venuti a Zagabria e hanno sentito il bisogno di unirsi. Comunità degli Italiani di Zagabria è stata costituita il 23 marzo 2007. Durante la prima assemblea, è stato approvato lo Statuto, eletto il Consiglio di vigilanza, e Giovanni Mucciacciaro eletto come il primo presidente della Comunità. Dopo quattro anni alla guida della Comunità Mucciacciaro è stato successo da Daniela Dapas, la presidente in carica.

## Gli obiettivi fondamentali
Lo Statuto della Comunità degli Italiani di Zagabria prevede che gli obiettivi fondamentali della Comunità sono di:
- affermare i diritti specifici e soddisfare interessi culturali, economici e sociali nazionali generali dei soci;
- affermare la soggettività della Comunità nazionale italiana e delle sue strutture, tutelare, promuovere e sviluppare l'identità nazionale, culturale e linguistico dei soci e, in generale, della comunità nazionale italiana nel campo di propria competenza;
- conseguire la parità di trattamento costituzionale e legale, nonché la piena realizzazione dei diritti della Comunità nazionale italiana al più alto livello raggiunto, in base alla sua autenticità dal punto di vista delle norme costituzionali e di legge applicabili, i trattati internazionali e dei diritti acquisiti.[1]

## I dipartimenti e le attività
La Comunità odierna degli Italiani di Zagabria è divisa in vari dipartimenti che si occupano dell'organizzazione di varie attività e di eventi culturali e sociali. I dipartimenti sono:
- Il Dipartimento di arte e cultura, che organizza eventi culturali, incontri e viaggi in Italia e in diverse aree di Croazia;
- L’Istruzione e la formazione, che si occupa dell'organizzazione di corsi di lingua italiana e ludoteca per i bambini;
- L’Editoria, che si occupa di redazione di ˝Susreti˝ (it. ˝Incontri˝), il periodico bilingue della Comunità, pubblicato in croato e in italiano;
- I Media, che si occupano di pubbliche relazioni;
- Lo Sport;
- L’Informatica;
- L’Università e ricerca scientifica, e
- Le Attività umanitarie.